# Лензан
Лензан (нім. Lensahn) — громада в Німеччині, розташована в землі Шлезвіг-Гольштейн. Входить до складу району Східний Гольштейн. Центр об'єднання громад Лензан.
Площа — 27,7 км2. Населення становить 4977 ос. (станом на 31 грудня 2020).